# Enneanectes smithi
Enneanectes smithi är en fiskart som beskrevs av Lubbock och Edwards, 1981. Enneanectes smithi ingår i släktet Enneanectes och familjen Tripterygiidae. Inga underarter finns listade i Catalogue of Life.